# Lynn Meskell
Lynn Meskell (Australia, 1967) es una arqueóloga y antropóloga australiana que ha realizado trabajos arqueológicos pioneros en todo el mundo, incluyendo investigaciones sobre la Turquía neolítica, el Imperio Nuevo de Egipto, la etnografía de Sudáfrica, la identidad, la sociopolítica, el género y el feminismo, y la ética del patrimonio.

## Trayectoria
Meskell se licenció en la Universidad de Sídney en 1994 Medalla Universitaria. Recibió la beca Kings College de la Universidad de Cambridge para su doctorado en Arqueología (1994-1997). En su tesis doctoral, Meskell analizó datos del asentamiento y cementerios de Deir el-Medina, una aldea de trabajadores del Imperio Nuevo de Egipto al otro lado del Nilo desde Luxor. De 1997 a 1999, ocupó la Beca de Investigación Salvesen Junior en New College, Universidad de Oxford antes de aceptar un puesto en el Departamento de Antropología de la Universidad de Columbia en la ciudad de Nueva York, donde se convirtió en profesora en 2005.
Se convirtió en profesora del programa Penn Integrates Knowledge en la Escuela de Artes y Ciencias y profesora de Preservación Histórica en la Escuela de Diseño Weitzman de la Universidad de Pensilvania. Anteriormente, fue profesora Shirley y Leonard Ely de Humanidades y Ciencias en el Departamento de Antropología de la Universidad Stanford. Es profesora honoraria en la Escuela de Geografía, Arqueología y Estudios Ambientales de la Universidad de Witwatersrand, Sudáfrica, en el Centro de Arqueología, Patrimonio y Estudios de Museos de la Universidad de Shiv Nadar, India, en la Universidad de Oxford y la Universidad de Liverpool.
Fue la fundadora del Journal of Social Archeology. Los intereses de Meskell incluyen la sociopolítica, la ética arqueológica, el patrimonio global, la materialidad, así como la teoría feminista y poscolonial. Es reconocida por sus contribuciones a la arqueología feminista, la ética arqueológica y las cuestiones del patrimonio. Su investigación anterior examinó la vida social en el Egipto del Imperio Nuevo, el patrimonio natural y cultural en Sudáfrica y la arqueología de las figurillas y el entierro en el sitio neolítico de Çatalhöyük, Turquía. En 2002, fue becaria del Fondo Nacional para las Humanidades en la Escuela de Investigación Estadounidense (ahora Escuela de Investigación Avanzada) en Santa Fe. Meskell recibió la beca New Directions Fellowship de la Fundación Andrew W. Mellon en 2004, apoyando la formación en etnografía y estudios africanos para prepararla para trabajar en Sudáfrica. Realizó trabajo de campo en el Parque nacional Kruger y el Parque nacional de Mapungubwe.
Desde entonces, Meskell ha realizado una etnografía institucional del Patrimonio mundial de la Unesco, rastreando las políticas de gobernanza y soberanía y las implicaciones posteriores para la diplomacia multilateral, la conservación internacional y los derechos patrimoniales. Empleando análisis de archivo y etnográfico, reveló las primeras incursiones de la UNESCO en una arqueología mundial y sus compromisos posteriores con el patrimonio mundial. En otro trabajo de campo en la India, exploró regímenes monumentales de investigación y preservación alrededor de los sitios del Patrimonio Mundial y cómo diversos actores y agencias abordan las necesidades de las comunidades vivas. En 2016 fue invitada a India a través del programa Global Initiative of Academic Networks (GIAN).

## Reconocimientos
En 2017, Meskell fue elegida miembro de la Academia Australiana de Humanidades y recibió un doctorado honoris causa de la Universidad Americana de Roma, Italia. Ha recibido subvenciones y becas de la Fundación Andrew W. Mellon, la Fundación Nacional de Ciencias, el Consejo de Investigación de Australia, la Academia Americana en Roma, la Escuela de Investigación Estadounidense, la Universidad de Oxford y la Universidad de Cambridge. En 2019, su libro titulado A Future in Ruins: UNESCO, World Heritage, and the Dream of Peace, publicado por Oxford University Press, ganó el Premio al Libro de la Sociedad de Arqueología Estadounidense. En 2024, Meskell recibió un doctorado honoris causa de la Universidad de Bergen, Noruega y en 2025 fue elegida miembro de la Academia Británica.

## Libros
- 2018 A Future in Ruins: UNESCO, World Heritage and the Dream of Peace, Oxford University Press: New York.
- 2015 Global Heritage: A Reader, (editor) Blackwell: Oxford.
- 2012 The Nature of Heritage: The New South Africa, Blackwell: Oxford.
- 2009 Cosmopolitan Archaeologies, (editor) Duke University Press: Durham.
- 2005 Archaeologies of Materiality, (editor) Blackwell: Oxford.
- 2005 Embedding Ethics, (edited with Peter Pels) Berg: Oxford.
- 2004 Object Worlds in Ancient Egypt: Material Biographies Past and Present, Berg: Oxford.
- 2004 Companion to Social Archaeology, (edited with Robert Preucel) Blackwell: Oxford.
- 2003 Embodied Lives: Figuring Ancient Maya and Egyptian Experience, (authored with Rosemary Joyce) Routledge: London.
- 2002 Private Life in New Kingdom Egypt, Princeton University Press: Princeton.
- 1999 Archaeologies of Social Life: Age, Sex, Class Etcetera in Ancient Egypt, Social Archaeology Series. Blackwell: Oxford.
- 1998 Archaeology under Fire: Nationalism, Politics and Heritage in the Eastern Mediterranean and Middle East, (editor) Routledge: London.